# Ulrich Giezendanner
Pour les articles homonymes, voir Giezendanner.
Ulrich Giezendanner, né le 31 octobre 1953 à Rothrist, est une personnalité politique suisse, membre de l'Union démocratique du centre.

## Biographie
Tout d'abord membre du Parti suisse de la liberté, il est élu successivement au Grand Conseil du canton d'Argovie puis au Conseil national depuis 1991 et rejoint l'UDC en 1996. Vice-président du conseil d'administration de la KPT/CPT Caisse-maladie à Berne, depuis 2013. En 2015, il est réélu au Conseil national. Il est membre de l'Action pour une Suisse indépendante et neutre.